# Rőhberg Zsanett
Rőhberg Zsanett (Pécs, 1989. május 20. –) válogatott labdarúgó, középpályás. Jelenleg a Ferencváros labdarúgója.

## Pályafutása

### Klubcsapatban
2003-ban a Pécsi MFC csapatában kezdte a labdarúgást. 2006-ban mutatkozott be az első csapatban. A 2009–10-es idényben az élvonalban szerepelt a csapattal. A 2011–12-es idényben a Pécsi MFC női szakosztályát a Pécsváradi Spartacus SE vette. Ebben az idényben a másodosztályban második lett és osztályozót vívott a Nyíregyháza Spartacus ellen az együttessel, de alul maradtak. A 2012–13-as idény elején pénzügyi okok miatt az első forduló előtt visszalépett az együttes, ezért Röhberg a Belvárosi NLC csapatához igazolt. 2013 nyarán a BNLC megszűnt és a Budapest Honvéd csapatához szerződött.

### A válogatottban
2009-ben a belgrádi Universiade-n három, nem hivatalos mérkőzésen szerepelt a válogatottban.

## Statisztika

### Mérkőzései a válogatottban
| Magyarország | Magyarország     | Magyarország  | Magyarország  | Magyarország | Magyarország | Magyarország | Magyarország | Magyarország |
| #            | Dátum            | Helyszín      | Hazai         | Eredmény     | Vendég       | Kiírás       | Gólok        | Esemény      |
| ------------ | ---------------- | ------------- | ------------- | ------------ | ------------ | ------------ | ------------ | ------------ |
|              | 2009. június 30. | Belgrád (SRB) | Franciaország | 3 – 0        | Magyarország | Universiade  | -            | 69'          |
|              | 2009. július 4.  | Belgrád (SRB) | Magyarország  | 1 – 1        | Japán        | Universiade  | -            | 77'          |
|              | 2009. július 6.  | Belgrád       | Szerbia       | 5 – 0        | Magyarország | Universiade  | -            | 39'          |
|              | Összesen         |               |               | 0            | mérkőzés     |              | 0            | gól          |